# ارين هدسون
ارين هدسون هو لاعب كرة القدم الكندية كندي، ولد في 25 مايو 1962 في سكاربورو، تورنتو في كندا، وتوفي في 16 فبراير 2012 في أوكفيل في كندا.